# Brachymyrmex obscurior
Brachymyrmex obscurior es una especie de hormiga perteneciente al género Brachymyrmex, categorizada en la tribu Myrmelachistini, de la subfamilia Formicinae.

## Distribución
La especie es nativa de la región del Neotrópico. Se distribuye por América, en Argentina, Bahamas, Barbados, Brasil, Islas Vírgenes Británicas, Chile, Colombia, Costa Rica, Cuba, República Dominicana, Guayana Francesa, Granada, Guatemala, Guyana, Haití, Jamaica, Martinica, México, Panamá, Puerto Rico, San Vicente y las Granadinas, Estados Unidos, Nueva Caledonia, islas Marianas del Norte, Samoa e Islas Salomón. Se ha encontrado a altitudes de 1-1780 m s. n. m.

## Taxonomía
Fue descrita por Forel en 1893.